# Denis ApIvor
Denis ApIvor, né le 14 avril 1916 à Collinstown, Comté de Westmeath, en Irlande et mort le 27 mai 2004, est un compositeur britannique de musique sérielle comme Humphrey Searle et Elisabeth Lutyens.  Il est également médecin anesthésiste.

## Biographie
Son père, Elwy ApIvor, ecclésiastique gallois, a une paroisse au centre de l'Irlande. Denis est né pendant l' Insurrection de Pâques 1916. En 1921, pendant la guerre d'indépendance irlandaise, la famille retourne au pays de Galles. Il fréquente la Cathedral School d'Hereford et est choriste à la Christ Church d' Oxford. Ses parents sont opposés à une carrière musicale. Il commence des études de médecine à l'Université d'Aberystwyth en 1933 et, dès l'année suivante, au University College de Londres. Parallèlement, il étudie le piano, l'orgue et la clarinette. Il suit des cours de composition avec Patrick Hadley et Alan Rawsthorne. En 1939, il produit un important corpus de chansons dans la tradition de Peter Warlock et Bernard van Dieren.
Au début de la Seconde Guerre mondiale, il exerce la médecine à Londres et dans le Royal Army Medical Corps. Il occupe un temps le poste de médecin à l'hôpital St John et Ste Elizabeth, à Hampstead. À partir de 1942,il passe la plus grande partie de la guerre en Inde.
Il étudie la composition avec Alan Rawsthorne et Patrick Hadley. Il adapte The Hollow Men de T.S. Eliot en 1939, compose plusieurs ballets, dont A Mirror for Witches, avec une chorégraphie de Andrée Howard (1951) et Blood Wedding (1953). Son opéra Yerma (1955-59), en partie composé à Trinidad alors qu'il travaille comme anesthésiste consultant, est finalement diffusé par la BBC en 1961, sous la direction d' Eugene Goossens. Il introduit des éléments de séries dans son Concerto pour piano (1948), mais ce n'est qu'en 1955 qu'il commence à utiliser régulièrement le sérialisme atonal et athématique, plus libre. Il est fortement influencé par le chef d'orchestre Edward Clark, ancien producteur de musique à la BBC, étudiant d' Arnold Schoenberg et époux d'Elisabeth Lutyens. La découverte du sérialisme Webernien à travers les enregistrements de Robert Craft apporte un changement de style en 1960, qui persiste jusque dans les années 1970. Il reçoit un certain nombre de commandes de musique orchestrale et de musique de chambre, y compris le ballet télévisé Le Caporal Jan (1968).
Au début des années 1980, ApIvor connaît une période de dépression due à sa désillusion face au modernisme musical. En 1989, à la suite de la découverte de The Protecting Veil de John Tavener et la Berliner Messe d'Arvo Pärt, Il entre dans une dernière période minimaliste qu'il pratique jusqu' à la fin des années 1990, au moment où sa vue commence à décliner.
Sa musique influence de nombreux artistes comme Constant Lambert, Julian Bream, Eiluned Davies et Rafael Wallfisch. Au moment de sa mort, à l'âge de 88 ans, ApIvor assiste aux débuts d'un regain d'intérêt pour sa musique, étudiée notamment à l'Université de Leeds.

## Œuvres pour guitare
ApIvor est particulièrement connu des guitaristes, car il a apporté une contribution majeure au répertoire de leur instrument.  Les œuvres solo comprennent Variations (1956), Discan (1970), Saeta (1972) et dix pièces sérielles (Serial Composition for Guitarists, 1982).  Il a également écrit un Concertino pour guitare (1954), Liaison pour guitare et piano (1976) et Cinquefoil pour flûte, guitare et alto (1984).